# The Grasp of Greed
The Grasp of Greed è un film muto del 1916 diretto da Joseph De Grasse.

## Trama

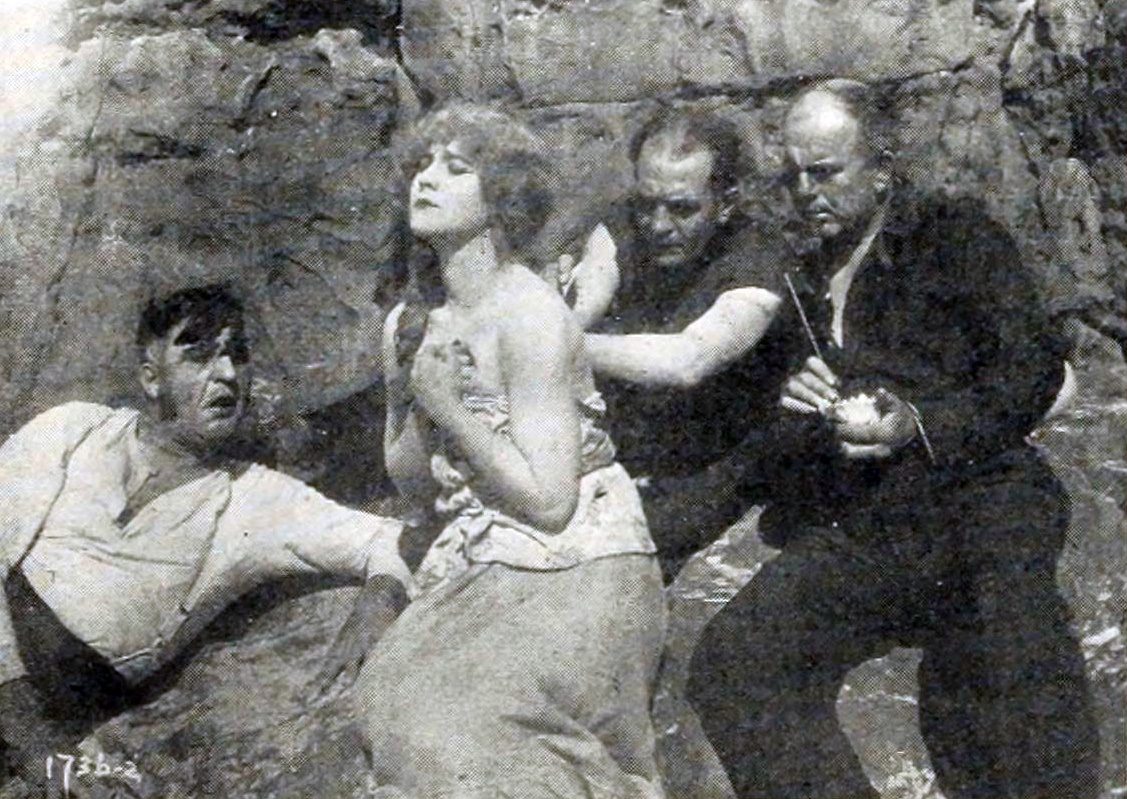
Louise Lovely in una scena del film

## Produzione
Il film fu prodotto dalla Bluebird Photoplays Inc. (Universal Film Manufacturing Company).

## Distribuzione
Distribuito dalla Bluebird Photoplays Inc. (Universal Film Manufacturing Company), il film uscì nelle sale cinematografiche USA il 17 giugno 1916. Nel Regno Unito, venne usato il titolo Mr. Meeson's Will.
Copia della pellicola è conservata negli archivi dell'International Museum of Photography and Film at George Eastman House.